# Ovitrap

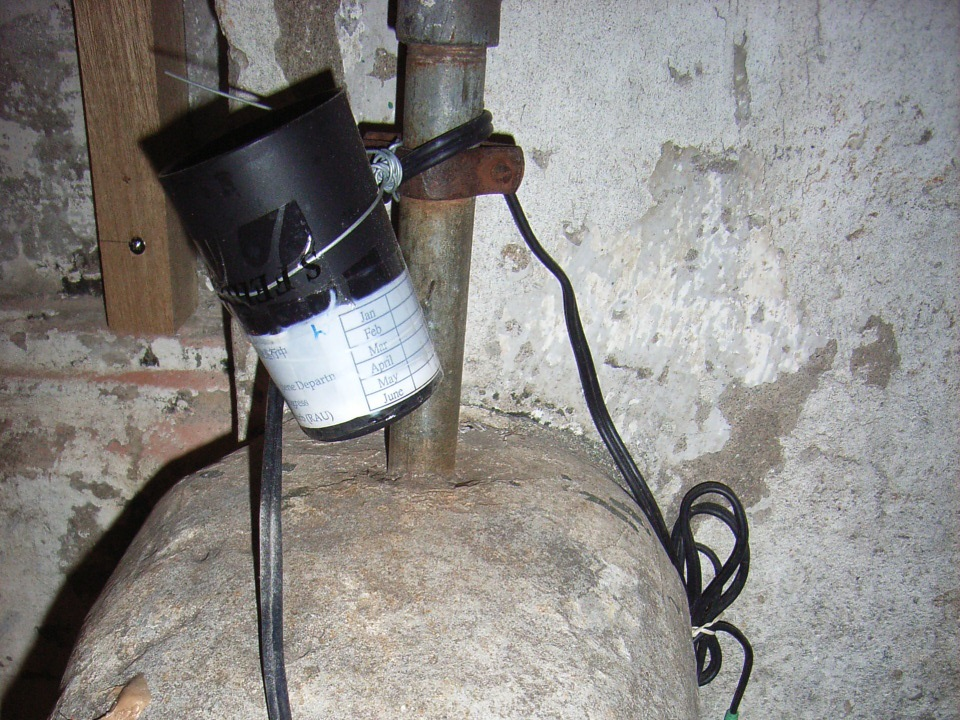
Um Ovitrap

Uma ovitrap ((em português) ovitrampa é um dispositivo que consiste em um cilindro preto com uma pedaço de papelão. Pode ser usada para  monitorar, controlar e detectar populações de mosquito como os aedes, agindo assim como um sinal de alerta antes de uma iminente explosão de dengue.
A cor preta atrai mosquitos fêmeas para colocar seus ovos. Quando os ovos eclodem e se tornam adultos, não podem voar para fora do dispositivo e morrem dentro da armadilha. Já foi usado em países como Singapura, Estados Unidos e Hong Kong desde da década de 1970.
Estudos feitos com a Ovitrap produzidos com a coleta de dados semanalmente através da identificação do mosquito, permite identificar áreas críticas e áreas do risco quando há perigo devido a uma elevada infestação do Aedes aegypti e Aedes albopictus. Os resultados da análise também pode ser usados no planejamento de operações do vigilância e controle do vetor.